# Farol do Saber
O Farol do Saber é uma rede de pequenas bibliotecas espalhadas por diversos bairros de Curitiba. O projeto foi concebido na primeira administração de Rafael Greca (1993-1996) e é mantido pela prefeitura municipal curitibana. A inspiração para o nome e a arquitetura do prédio veio da Biblioteca de Alexandria e do Farol de Alexandria. Toda unidade dispõe de um acervo médio de seis mil obras e diversas delas disponibilizam acesso gratuito à internet, como parte do Projeto Digitando o Futuro. No Maranhão um projeto similar foi implantado pelo governo do estado, na gestão Roseana Sarney, com o nome de Farol da Educação..

## Características
- O projeto arquitetônico é caracterizado por uma torre de farol com dez metros de altura e área construída de 88 metros quadrados.
- O primeiro Farol do Saber foi inaugurado no bairro Mercês, em 19 de novembro de 1994, com o nome de Machado de Assis.
- O Farol das Cidades, uma unidade diferenciada, tem acervo voltado para temas ligados a planejamento urbano.
- Atualmente, existem cinquenta e quatro unidades distribuídas por diversos bairros de Curitiba. Dados de 1997 indicam uma média de 200 mil leitores por mês e 2 milhões e 400 mil livros emprestados em um ano.
- Também existem Faróis do Saber em outras cidades brasileiras, como os de Ribeirão do Pinhal (1996), Boa Vista da Aparecida e Paranavaí, no Paraná, e o de São Luís do Maranhão (1997). Também existe um Farol do Saber no exterior, na cidade holandesa de Haia.

Acervo mínimo
Existe um acervo mínimo para cada unidade do projeto, composto pelos seguintes volumes:
- Enciclopédia Barsa.
- Dicionários de referência.
- Livros de literatura infanto-juvenil.
- Bíblia.
- Todos os quinhentos livros que o falecido antropólogo e senador Darcy Ribeiro considerava fundamentais para o conhecimento da cultura brasileira e universal.

Projeto Digitando o Futuro
O Projeto Digitando o Futuro, implantado em diversas unidades, realizou a instalação de computadores conectados permanentemente à Internet, de uso livre e gratuito, constituindo uma importante iniciativa de inclusão digital.

## Unidades
Atualmente existem 42 unidades dos Faróis do Saber, sendo 10 delas em praças públicas e as demais em escolas municipais.
| Unidade               | Bairro            | Inauguração             | Gestão           | Ref.   |
| --------------------- | ----------------- | ----------------------- | ---------------- | ------ |
| Antônio Machado       | Barreirinha       | 20 de setembro de 1996  | Rafael Greca     | [ 3 ]  |
| Aparecido Quináglia   | Santa Felicidade  | 2 de agosto de 1997     | Cássio Taniguchi | [ 4 ]  |
| Aristides Vinholes    | Xaxim             | 19 de dezembro de 1997  | Cássio Taniguchi | [ 5 ]  |
| Farol das Cidades     | Pilarzinho        | 2 de outubro de 1995    | Rafael Greca     | [ 6 ]  |
| Emílio de Menezes     | Bigorrilho        | 11 de fevereiro de 1995 | Rafael Greca     | [ 7 ]  |
| Frei Miguel Bottacin  | Cidade Industrial | 29 de agosto de 1997    | Cássio Taniguchi | [ 8 ]  |
| Machado de Assis      | Vista Alegre      | 19 de novembro de 199   | Rafael Greca     | [ 9 ]  |
| Tom Jobim             | Santa Quitéria    | 11 de julho de 1997     | Cássio Taniguchi | [ 10 ] |
| São Pedro e São Paulo | Umbará            | 4 de março de 1997      | Cássio Taniguchi | [ 11 ] |

### Unidades Escolares
Denominados Faróis do Saber e Inovação, a prefeitura de Curitiba passou a implantar a mesma estrutura dos equipamentos em áreas públicas nas escolas municipais, integrando-as com as escolas municipais da capital, fazendo com que os alunos passem a contar com uma maior comodidade no período letivo. Considerados como uma "evolução" dos tradicionais, os Faróis do Saber e Inovação possuem um mezanino diferenciado, denominado "Espaço Maker" contando com acesso gratuito a internet e computadores, auxiliando na promoção de  atividades extracurriculares para estudantes da Rede Municipal de Ensino.
| Unidade                   | Bairro            | Escola                                  |
| ------------------------- | ----------------- | --------------------------------------- |
| Cecília Meireles          | Sítio Cercado     | E.M. Dona Lulu                          |
| Rubem Braga               | Sítio Cercado     | E.M. Rio Negro                          |
| Senador Accioly Filho     | Sítio Cercado     | E.M. Professora Augusta Glück Ribas     |
| Antônio Callado           | Bacacheri         | E.M. Jaguariaíva                        |
| Gilberto Freyre           | Santa Cândida     | E.M. CEI Bela Vista do Paraíso          |
| Heitor Stockler de França | Bairro Alto       | E.M. Araucária                          |
| João Guimarães Rosa       | Bairro Alto       | E.M. CEI Curitiba Ano 300               |
| Manuel Bandeira           | Pilarzinho        | E.M. Professor Herley Mehl              |
| Telêmaco Borba            | Atuba             | E.M. Anísio Teixeira                    |
| Albert Einstein           | Xaxim             | E.M. Castro                             |
| Fernando Pessoa           | Boqueirão         | E.M. Guilherme Butler                   |
| Luís de Camões            | Alto Boqueirão    | E.M. Professor Francisco Hübert         |
| Mário Quintana            | Boqueirão         | E.M. Wenceslau Braz                     |
| César Pernetta            | Uberaba           | E.M. CEI Issa Nacli                     |
| Emiliano Perneta          | Cajuru            | E.M. Irati                              |
| Herbert José de Souza     | Uberaba           | E.M. Marumbi                            |
| Pablo Neruda              | Capão da Imbuia   | E.M. CEI Eva da Silva                   |
| Samuel Chameki            | Cajuru            | E.M. Elza Lerner                        |
| Fernando Amaro de Miranda | Cidade Industrial | E.M. CEI Heitor de Alencar Furtado      |
| Joaquim Nabuco            | Cidade Industrial | E.M. Pró-Morar Barigüi                  |
| Padre Antônio Vieira      | Cidade Industrial | E.M. Sidonio Muralha                    |
| Sérgio Mercer             | Cidade Industrial | E.M. Anita Merhy Gaertner               |
| Vinícius de Moraes        | Cidade Industrial | E.M. Professora América da Costa Sabóia |
| José de Alencar           | Pinheirinho       | E.M. São Mateus do Sul                  |
| Tasso da Silveira         | Pinheirinho       | E.M. Maringá                            |
| Roberto Barrozo           | Novo Mundo        | E.M. Maria Clara Brandão Tesserolli     |
| Clarice Lispector         | Novo Mundo        | E.M. CEI Professora Nair de Macedo      |
| Castro Alves              | Fazendinha        | E.M. Pe. José de Anchieta               |
| Rocha Pombo               | Portão            | E.M. Papa João XXIII                    |
| Dante Alighieri           | Santa Felicidade  | E.M. dos Vinhedos                       |
| Gonçalves Dias            | São Braz          | E.M. CEI Julio Moreira                  |
| Dona Pompília             | Tatuquara         | E.M. Dona Pompília                      |

## I Censo Nacional das Bibliotecas Públicas Municipais
Em 30 de abril de 2010 o MinC divulga o I Censo Nacional das Bibliotecas Públicas Municipais, onde Curitiba aparece com a melhor estatística, entre as capitais, em número de bibliotecas por cada 100 mil habitantes.